# Revolução de 3 de setembro de 1843

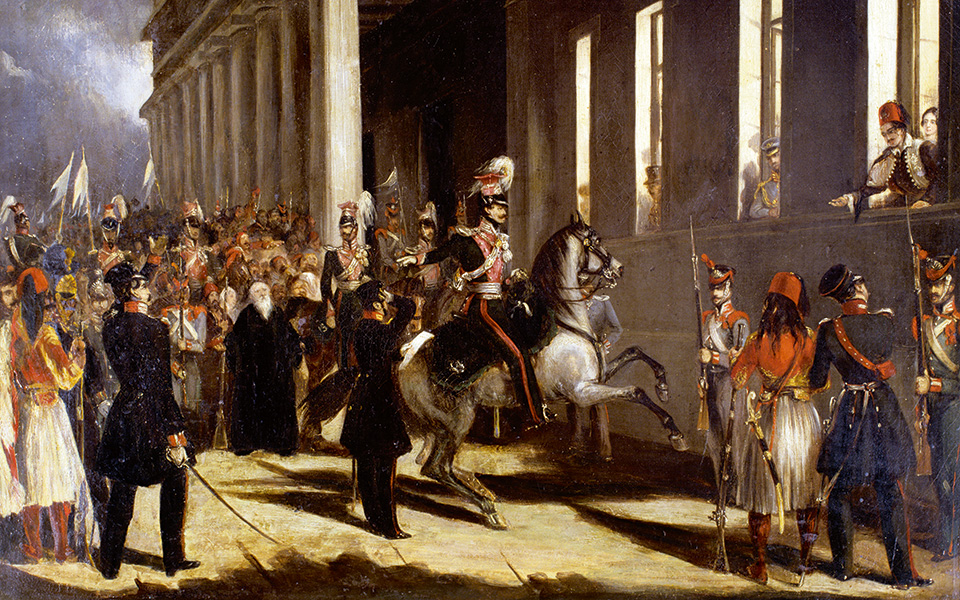
Dimitrios Kallergis a cavalo aproxima-se de Otto e Amalia nas janelas do Antigo Paço Real.

A Revolução de 3 de setembro de 1843 (em grego: Επανάσταση της 3ης Σεπτεμβρίου 1843; NS 15 de setembro), foi uma revolta do Exército Helênico em Atenas, apoiada por grandes setores do povo, contra o governo autocrático do rei Otto. Os rebeldes, liderados por veteranos da Guerra da Independência Grega, exigiram a concessão de uma constituição e a saída dos funcionários bávaros que dominavam o governo. A revolução teve sucesso, inaugurando o período da monarquia constitucional (sob a constituição de 1844) e sufrágio universal na Grécia.

## Antecedentes
Durante a Guerra da Independência, os rebeldes gregos aprovaram uma série de constituições liberais e progressistas nas quais se basearam os governos provisórios da guerra. Com o estabelecimento da monarquia em 1832 e a chegada do príncipe bávaro Otto como rei, no entanto, estas instituições liberais foram descartadas. Durante os 10 anos seguintes, Otto e os seus funcionários, principalmente bávaros, governariam de forma autocrática, causando ressentimento em grande escala entre um povo que acabara de ser libertado do domínio estrangeiro. A "Bavarocracia" (Βαυαροκρατία), como era chamada, lembrando intencionalmente os períodos da "Francocracia" e da "Turcocracia", estendeu-se até ao uso do alemão juntamente com o grego na administração do Estado.
Os políticos gregos exigiram constantemente o fim deste estado de coisas. Desejavam que os bávaros, sobretudo o tão desprezado major Hess, fossem enviados de volta ao seu país e que uma constituição fosse concedida. No entanto, eles não questionaram a própria monarquia ou o poder do rei. Na verdade, eles não queriam impor uma constituição, mas exigiam que o rei lhes concedesse uma. Estas exigências tornaram-se cada vez mais fortes com o passar do tempo e atravessaram todo o espectro político: todos os partidos políticos, os franceses, os ingleses e os russos, expressaram-nas.

## A conspiração
As repetidas recusas do rei em ceder a estas exigências levaram a uma radicalização. Portanto, os políticos recorreram à conspiração, que não era uma nova forma de ação política na Grécia - na verdade, tinha precedido e ocorrido durante a Guerra da Independência. Os primeiros governos gregos, como o de Ioánnis Kapodístrias, tiveram de enfrentá-lo, e as conspirações nunca desapareceram realmente. No entanto, este movimento foi muito mais importante e veio à tona em 3 de setembro de 1843.
Os principais conspiradores foram Yannis Makriyannis, Andreas Metaxas, Andreas Londos, Constantine Zografos, Michael Soutzos e Rigas Palamidis. Eles conseguiram convencer certos oficiais a se juntarem ao seu lado, sendo os principais deles o Coronel Dimitrios Kallergis (Comandante da cavalaria de Atenas), o Coronel Nikolaos Skarvelis (Comandante da infantaria de Atenas) e o Coronel Spyromilios (Comandante da Academia Militar). Assim, os conspiradores certamente contariam com o apoio do exército.
A ideia era agir rapidamente para apresentar ao Palácio um fato consumado. Foi escolhida uma primeira data: 25 de março de 1844, aniversário da revolta contra os otomanos. A constituição apareceria então como a consequência lógica e necessária da independência. No entanto, o segredo não foi bem guardado. Yannis Makriyannis, por exemplo, passou seu tempo tentando recrutar novos conspiradores e no processo expôs a conspiração. Decidiu-se passar mais rapidamente à ação, no início de setembro de 1843.

## A revolução
Na noite de 2 de setembro de 1843, soube-se que os nomes dos conspiradores eram do conhecimento da polícia. Além disso, ocorreram incidentes perto da casa de Makriyannis. Portanto, Kallergis agiu por iniciativa própria. Ele foi procurar seus homens em seus quartéis e dirigiu-se ao Antigo Palácio Real. Ao mesmo tempo, ordenou a abertura dos portões da prisão de Medrese.
O capitão Schinas, que comandava a artilharia de Atenas, recebeu ordem de suprimir a insurreição nascente, mas preferiu aderir ao movimento. Os soldados chegaram ao Antigo Palácio Real e gritaram “Viva a Constituição!” sob as janelas do rei.
Otto não pôde deixar de ceder às exigências e concedeu a Constituição de 1844. Na verdade, o Conselho de Estado já tinha elaborado a constituição em antecipação ao golpe. O rei pediu então a Metaxas que formasse um novo governo e convocasse uma nova assembleia nacional, que se reuniu em 10 de Novembro (OS) / 20 de Novembro (NS). As tropas voltaram aos seus quartéis, aclamando o rei como "constitucional".
O golpe foi sem derramamento de sangue. A França e o Reino Unido aceitaram estas alterações sem dificuldade. Para os franceses da era da Monarquia de Julho, o dia 3 de Setembro de 1843 só poderia trazer à mente a sua própria Revolução de 1830. Quanto aos britânicos, a sua Revolução Gloriosa de 1688 foi um modelo liberal por excelência no século XIX. Apenas a Rússia condenou o movimento, devido à sua natureza autocrática, autoritária e, consequentemente, antiliberal. A assembleia designou uma comissão constitucional e uma constituição foi proclamada em março de 1844.